# МКС-29
МКС-29 — двадцать девятая долговременная экспедиция Международной космической станции. Работа экспедиции началась 16 сентября 2011 года в 00:38 UTC после отстыковки корабля «Союз ТМА-21» от станции, её окончание произошло в этом же году 21 ноября в 23:00 UTC в момент отстыковки от станции корабля «Союз ТМА-02М». Трое членов экипажа к началу экспедиции уже находились на станции, остальные трое должны были быть доставлены на «Союзе ТМА-22» в сентябре 2011 года, однако из-за аварии «Прогресса М-12М» старт корабля был перенесён на 14 ноября. Пополнение экипажа до шести человек произошло 16 ноября 2011 года, 5:24 UTC в момент стыковки корабля «Союз ТМА-22» с МКС.

## Экипаж
| Должность   | 16 сентября — 16 ноября 2011      | 16-21 ноября 2011                  | № полёта | Корабль доставки |
| ----------- | --------------------------------- | ---------------------------------- | -------- | ---------------- |
| Командир    | Фоссум, Майкл Эдвард, НАСА        | Фоссум, Майкл Эдвард, НАСА         | 3        | «Союз ТМА-02М»   |
| Бортинженер | Фурукава, Сатоси, JAXA            | Фурукава, Сатоси, JAXA             | 1        | «Союз ТМА-02М»   |
| Бортинженер | Волков, Сергей Александрович, РКА | Волков, Сергей Александрович, РКА  | 2        | «Союз ТМА-02М»   |
| Бортинженер |                                   | Шкаплеров, Антон Николаевич, РКА   | 1        | «Союз ТМА-22»    |
| Бортинженер |                                   | Иванишин, Анатолий Алексеевич, РКА | 1        | «Союз ТМА-22»    |
| Бортинженер |                                   | Бёрбэнк, Дэниел Кристофер, НАСА    | 3        | «Союз ТМА-22»    |

ИсточникНАСА

## Ход экспедиции

### Принятый грузовой корабль
«Прогресс М-13М», старт 30 октября 2011 года, стыковка к модулю «Пирс» 2 ноября 2011.

### Отстыкованный грузовой корабль
«Прогресс М-10М», отстыковка от модуля «Пирс» 29 октября 2011.